# Pombalia brevicaulis
Pombalia brevicaulis (Mart.) Paula-Souza – gatunek roślin z rodziny fiołkowatych (Violaceae). Występuje naturalnie w Brazylii – w stanach Bahia, Minas Gerais, Rio de Janeiro, São Paulo oraz Paraná. 

## Morfologia
PokrójZimozielona bylina lub półkrzew dorastające do 0,2–0,5 m wysokości.
LiścieBlaszka liściowa ma kształt od owalnie eliptycznego do odwrotnie jajowato lancetowatego. Mierzy 3,3–12,6 cm długości oraz 2,4–4,5 cm szerokości, jest piłkowana na brzegu, ma ostrokątną nasadę i ostry lub tępy wierzchołek. Przylistki są od owalnych do lancetowatych i osiągają 3–8 mm długości. Ogonek liściowy jest nagi.
KwiatyZebrane w gronach wyrastających z kątów pędów lub na ich szczytach. Mają działki kielicha o eliptycznie lancetowatym kształcie i dorastające do 4–6 mm długości. Płatki są lancetowate, mają czerwoną barwę i 5–6 mm długości, przednie są podługowate i mierzą 3 mm długości.
OwoceTorebki mierzące 5-6 mm długości, o elipsidalnym kształcie.